# Surprise-partie
Pour les articles homonymes, voir Surprise-partie (homonymie).
Une surprise-partie ou fête-surprise (ce dernier terme étant le plus utilisé au Québec et même abrégé en surprise, parfois prononcé à l'anglaise) est une soirée (dansante ou non) organisée chez un ami qui n'en a pas été prévenu préalablement, en apportant la musique et les boissons, ou encore en l'honneur de quelqu'un qui n'a pas été informé de sa tenue.
En France, l'expression, traduite de l'anglais surprise party qui signifie littéralement « fête surprise », a au cours du XXe siècle progressivement dévié de son sens pour désigner n'importe quelle fête improvisée entre jeunes gens, tandis que l'aspect surprise était progressivement oublié.

## Historique

### XVIIIesiècle: les origines nord-américaines
La surprise-partie initialement un phénomène nord-américain, aurait émergé dès le XVIIIe siècle dans le monde paysan, avant même l'indépendance des États-Unis. La colonisation européenne a engendré des sociétés rurales bien distinctes de celles des pays d'origine, ignorant les rapports sociaux stabilisés et hiérarchisés tels qu'ils existaient dans les villages d'Angleterre ou de France. Hormis les offices religieux et des marchés existant dans les bourgs urbains, les occasions de rencontres étaient limitées, les exploitations agricoles étant dispersées sur de vastes territoires.
C'est ainsi que des formes originales de socialisation seraient apparues : « Il n'était bien sûr pas question de faire des voyages d'agrément le jour du Seigneur, mais on pouvait improviser en semaine une sorte de surprise-partie en emmenant les jeunes comme les vieux dans la carriole familiale pour aller faire une descente impromptue chez d'autres gens, à 10 ou 15 milles de distance », ce qui donnait l'occasion chemin faisant d'inviter d'autres connaissances à se joindre à l'expédition. « Les surprise-parties étaient ainsi un agréable délassement pour tous, et chaque famille était tenue de s'y prêter. ».
Des réjouissances similaires sont signalées en Nouvelle-France, spécialement durant le long repos hivernal : « Un afflux de visiteurs non sollicités se rend dans telle maison, dont la mère de famille serait complètement dépassée si cette bienvenue invasion était tout à fait inattendue », mais en prévision de pareil événement des plats étaient toujours tenus prêts à réchauffer pour improviser un repas de fête. « Ainsi, durant les jours enneigés, on allait gaiment d'une ferme à l'autre, chacune étant à son tour victime de ces "surprise-parties". »
En quelque sorte, ces divertissements improvisés avaient pour fonction d'assurer la solidarité de la société rurale en mettant à l'épreuve l'esprit d'hospitalité de chacun. Au Canada français, leur caractère imprévisible avait en outre pour intérêt supplémentaire de les faire échapper au contrôle des curés catholiques, qui réprouvaient ces fêtes et les débordements auxquels elles étaient supposées donner lieu. Or, les habitants (fermiers) de Nouvelle-France étaient si réputés pour leur amour des réjouissances collectives et des danses que des membres des classes supérieures urbaines n'hésitaient pas à se mêler aux fêtes campagnardes pour vraiment s'amuser.

### Fin duXIXesiècle: introduction en France
Si, partie des campagnes, la coutume des surprise-parties s'est répandue en Amérique du Nord dans toute la société, en France elle s'est développée d'abord dans les élites sociales, à l'initiative de riches expatriés américains.
Dans un écho publié en première page, le quotidien parisien Gil Blas du 3 mai 1882 écrit que « la colonie américaine de Paris sait réellement s'amuser mieux que nous », car « elle invente des fêtes d'un caractère aussi curieux qu'original. Je n'en veux pour preuve que la surprise party qui a eu lieu hier, vers neuf heures du soir, chez Mme J.W. Sherman, place de l'Arc-de-Triomphe. » Est décrit en détail le mode opératoire : une trentaine de participants envahissent la maison d'une personne qui ne s'y attend pas, chacun est grimé, apporte un plat pour le souper, une bougie pour l'éclairage, et un franc pour que tous payent une danse au pianiste invité à prendre part à l'expédition. Dans son enthousiasme, l'auteur de l'article prédit que « la surprise-party ne tardera pas à être adoptée par tout le monde ».
Un autre journal parisien, Le Gaulois, relate quelques jours plus tard une soirée très similaire ayant eu lieu à Paris chez une certaine Mme Scott, qui a subi l'intrusion festive, organisée par une amie intime, d'une trentaine de personnes toutes inconnues de la cible : « On n'en a pas moins dansé jusqu'à quatre heures du matin ». 
Dès lors, cet usage se répand comme une mode à Paris comme en province, ainsi que dans la littérature, mais se présente alors clairement comme un divertissement propre à l'aristocratie. Le journal La Presse le décrit ainsi comme une vogue qui s'affirme « dans les châteaux et surtout aux bains de mer », et en cite comme « la forme la plus usitée » le fait de débarquer sans prévenir chez la victime choisie dans de grandes voitures à chevaux garnies de victuailles et de vins fins, et d'avoir soin d'amener des valets de pied.
La Nouvelle Revue estime qu'« il fallait la surprise-partie, avec toutes les inventions qu'elle comporte, pour diminuer un peu l'ennui profond dont sont atteints les gens du monde, dès qu'ils sont à demeure pendant quelques jours. ». Bref, la surprise-partie (l'orthographe francisée se répand dès la fin du siècle) est de ces « petites conspirations pimentant agréablement la monotonie de la vie châtelaine » commente Le Gaulois en 1900.
Un guide des convenances mondaines daté de 1901 définit la surprise-partie comme « une plaisanterie qui, sous un aspect de mystification, se termine en un joyeux pique-nique », n'en déplaise à « quelques femmes à principes qui crient au sans-gêne, à l'américanisme », mais l'auteur précise : « Ce genre de divertissement ne peut se permettre que dans un certain monde où la très grande fortune permet ou semble autoriser ces excentricités, qui seraient inadmissibles dans un milieu bourgeois tout entiché des vieux préjugés. »

### Évolution au cours duXXesiècle
Au lendemain de la Première Guerre mondiale, le statut de la surprise-partie à la française se met à changer. D'abord, elle cesse d'être une surprise : une chroniqueuse raconte en 1920 que pour éviter des « incidents fâcheux, [...] l'usage s'est implanté de prévenir "secrètement" l'hôtesse dont la surprise paraît d'autant plus grande qu'elle est affectée. »
Francis de Miomandre, en 1921, va jusqu'à prétendre que les présumées victimes des surprise-parties les instrumentalisent désormais pour organiser des réceptions aux frais de leurs envahisseurs : « Par une manœuvre que je qualifierais volontiers de géniale, les gens à appartements ont renversé les rôles, et de celui d'assiégé, passé à celui d'assaillant. [...] Pour cela, ils envoient dans le camp adverse un émissaire fort bien camouflé qui insinue ceci : "Si l'on donnait une surprise-partie chez les V. Ils ne se doutent de rien. Nous apporterons les sandwiches, Mme B. le champagne, et les X. les petits fours". » 
Dans les années 1930, l'expression se borne de plus en plus à désigner n'importe quelle occasion festive informelle. On lit dans les journaux que telle personnalité a « donné » une surprise-partie, on voit même des clubs sportifs qualifier de « surprise-partie » leur gala annuel annoncé à l'avance par voie de presse. Parallèlement, la surprise-partie cesse d'être un passe-temps pour riches originaux de la haute société, elle se banalise dans les classes moyennes.
Une autre évolution fondamentale est signalée à partir de 1925 : les jeunes, à commencer par les étudiants, s'emparent des surprise-parties, tendent à en exclure les parents, et les filles en prennent de plus en plus le contrôle. On est alors au cœur des années folles, au temps des garçonnes et du fox-trot. Dans un long article, Marcel Boulenger analyse le phénomène, tout en explicitant la différence entre rallye et surprise-partie :
- « Les jeunes gens s'unissent, par exemple, pour louer des salles, faire venir l'orchestre et le buffet : ont dit alors que ce sont là des rallies. »
- « Ou bien l'on donne des façons de pique-nique : les unes apportent les vivres, les autres fournissent le champagne, quelqu'un a procuré le local, tandis que les organisateurs de la soirée se sont en général chargés de l'orchestre. [...] Dans ces surprise-parties, ce sont les jeunes filles, celles du moins qui ont arrangé la réunion, au nom desquelles l'invitation se trouve rédigée. Mesdemoiselles invitent mesdemoiselles. »

Les libertés croissantes que prennent les jeunes filles refusant d'être chaperonnées sont alors un lieu commun de la chronique de mœurs. L'académicien Georges Lecomte déplore en 1932 : « Enivrées d'indépendance, jeunes filles et jeunes femmes se sont mises en insurrection contre toute gêne physique. [...]  On met son amour-propre à braver la plupart des règles. [...] Désormais aucune contrainte. On s'amuse loin des parents, qu'on relègue sur un ton de camaraderie enjouée mais impérieuse. »
La surprise-partie, que son caractère improvisé et sommaire rend peu coûteuse, gagne en popularité du fait de la Grande Dépression des années 1930 : « On avait pratiqué, dans les fêtes juvéniles, un régime d'économie : celui de la surprise-partie. Ces petites fêtes furent fort nombreuses et fort suivies », écrit Gaston Rageot, qui s'inquiète toutefois : « Les jeunes filles sortaient et rentraient seules, c'est-à-dire qu'elles n'étaient accompagnées que de leur danseurs qui portaient les paquets. Les parents qui, comme moi, s'obstinaient à venir faire acte de présence en venant chercher sur le tard leur progéniture, pouvaient se figurer qu'une espèce humaine avait complètement disparu : celle des mères... Où étaient-elles donc ? »
De plus en plus synonyme de fête organisée hors contrôle parental, la surprise-partie devient occasion privilégiée de rencontres amoureuses et sexuelles. La période de l'Occupation accentue cette évolution, le couvre-feu empêchant les jeunes de s'attarder dans les lieux publics mais étant d'autre part prétexte à faire durer les fêtes toute la nuit dans les habitations libres de parents, sur fond de musique de jazz. Un poème de Boris Vian intitulé Surprise Party résume ce point d'aboutissement :

« Le pick-up graillonnait un blouze mélancolique [...]
Quelques zazous dansaient tenant contre leurs cœurs
Des filles courtes au derrière spasmodique
[...]
Des mains se rencontraient sous des jupes trop courtes
Ivres, deux tourtereaux — (Si je disais : des tourtes ?) —
Cherchaient partout un lit ; les lits étaient tous pleins...

Laissez baisouiller cette jeunesse heureuse
Pourquoi les extirper de cet impur purin
Si leur espoir se borne à frotter des muqueuses ? »

Dans les années 1950, le concept de surprise-partie se déplace toujours plus vers le monde des adolescents et devient dans le langage parlé « surpat' » puis « surboum », où l'idée de surprise est définitivement effacée, puis enfin « boum », qui a eu cours tout au long des années 1960 et 1970.

## Surprises-parties dans l'art et la culture

### Musique ou chanson
- Surprise-partie chez Lili, chanson, in Odette Laure, Super 45 tours, 1955, Pathé. Paroles de Roger Pierre et  de Jean-Marc Thibault, musique de Jean Prévost.
- Surprise-partie D, avec Bernard Vitet (au trombone à pistons), album 78 tours, GEM52/D, années 1950.
- Surprise-partie, interdit aux moins de 20 ans, 1956, album 33 tours, 22 cm, disques Véga, réédition Universal Music.
- Première Surprise-partie, 45 tours de Sheila, republié dans l'album 33 tours Le Sifflet des copains - L'école est finie.
- Surprise-partie, album de Marie Laforêt.
- Eh, v'nez les potes!, chanson de Boby Lapointe.

### Littérature
- Plusieurs poèmes (dont certains très explicites) du recueil Cent sonnets, les premiers écrits de Boris Vian, composés entre 1939 et 1944.
- Vercoquin et le Plancton, roman de Boris Vian écrit vers 1943, à une époque où l'auteur et sa femme sortaient beaucoup, et publié en 1947. Les surprises-parties y font l'objet d'une étude approfondie, car c'est le moyen que le Major a adopté pour obtenir la main de Zizanie.
- Surprise-partie chez Léobille, nouvelle de Boris Vian publiée dans Samedi Soir, 1947, puis dans le recueil de nouvelles Le Loup-garou.
- Et la lumière fut, Jacques Lusseyran, 1953, roman[16]
- Surprise-partie par Henry Meillant, Collection La Loupe
- Surprise-partie en Colombie, roman de Josette Bruce, parue en 1968 aux Presses de la Cité.
- La Surprise-partie de Tom et Jerry, livre d'or no 336, livre d'enfant illustré avec des planches du dessin animé.

### Cinéma ou télévision
- La Surprise-partie de Mickey, court-métrage d'animation des studios Disney, sorti en 1939.
- La Surprise-partie du Schtroumpf paresseux, épisode de la saison 4 de la série d'animation Les Schtroumpfs, diffusé pour la première fois en 1984.
- Surprise Party, film de Roger Vadim sorti en 1963.

### Jeu vidéo
- Surprise-partie, module additionnel du jeu de rôle Les Sims, édité par EA Games, États-Unis, en 2001.